# Bahnhof Hendaye
Der Bahnhof Hendaye ist ein französischer Grenzbahnhof im Département Pyrénées-Atlantiques in der Region Nouvelle-Aquitaine.

## Lage
Der Bahnhof befindet sich auf dem Gebiet der Stadt Hendaye unmittelbar an der Grenze zu Spanien auf einer Höhe von 9 Metern über dem Meeresspiegel. Er liegt unweit des Meeres an der Bucht Baie de Chingoudy, die vom Grenzfluss Bidasoa gespeist wird.

## Beschreibung

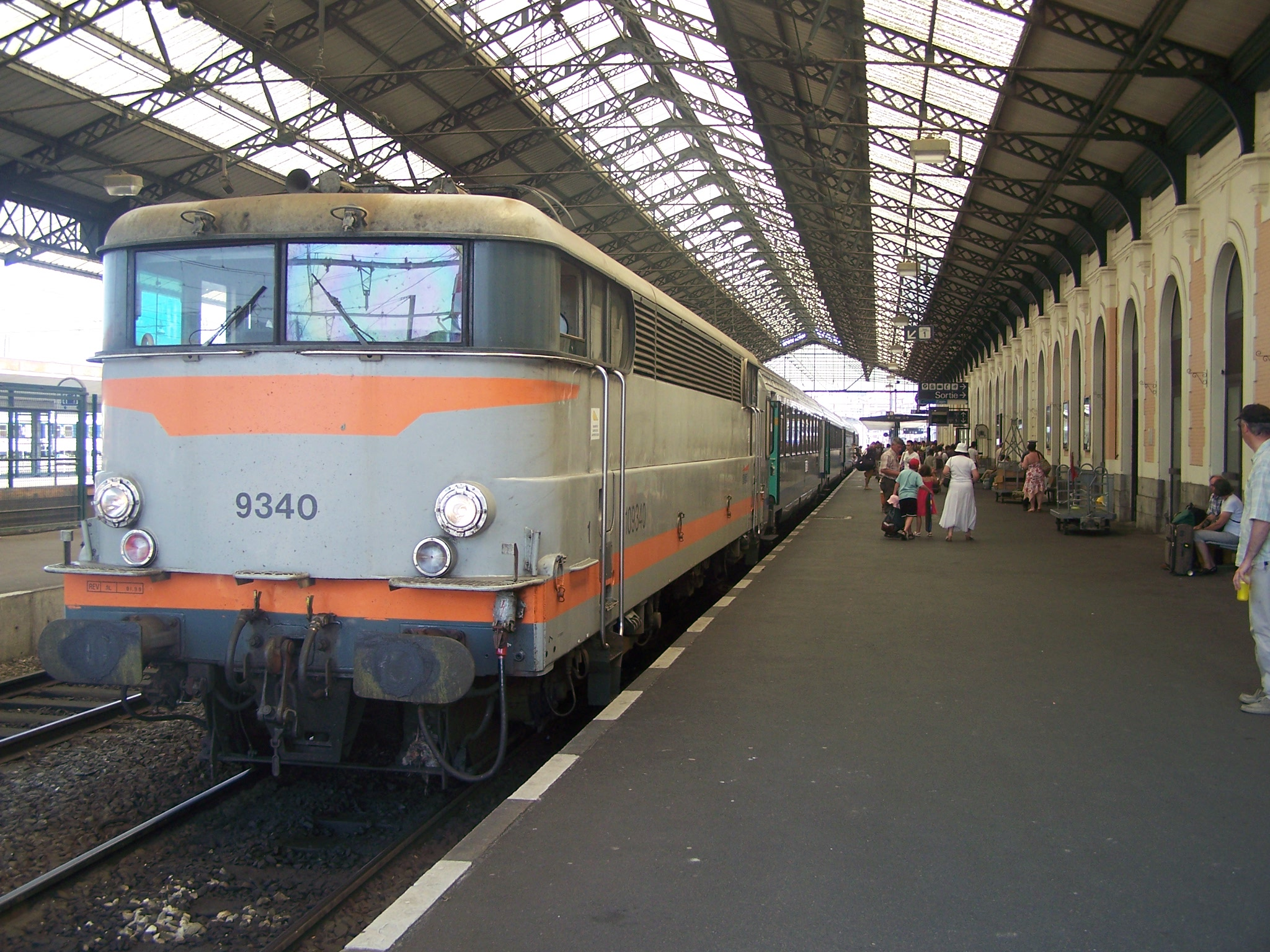
Bahnhofshalle mit Regionalzug der SNCF aus Bordeaux, 2008

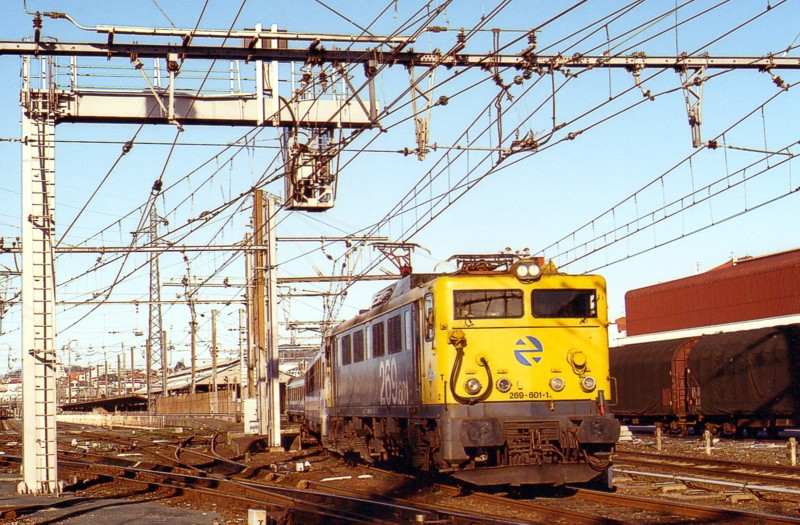
Zug der Renfe bei der Ausfahrt aus Hendaye, 2003

Der Bahnhof Hendaye ist der vorletzte Bahnhof der Bahnstrecke Bordeaux–Irun sowie Endbahnhof der spanischen Bahnstrecke Madrid–Hendaye. Ähnlich dem Bahnhof Latour-de-Carol - Enveitg treffen sich in Hendaye Strecken mit drei Spurweiten, allerdings endet die Schmalspurstrecke der Ferrocarriles Vascos El topo von San Sebastián-Amara auf der Straßenseite seitlich vor dem Empfangsgebäude des Staatsbahnhofes.
Im Bahnhof Hendaye treffen, wie im benachbarten spanischen Bahnhof Irun, die französische Regelspur und die iberische Breitspur aufeinander, zudem zwei unterschiedliche Stromsysteme. Beide Bahnhöfe sind durch zwei eingleisige Strecken in Regel- und iberischer Breitspur miteinander verbunden. Der Abstand zwischen ihnen beträgt 2,27 Kilometer, von der letzten Weiche des einen bis zur ersten des anderen weniger als 200 Meter. Dazwischen werden auf einer Brücke die Bidasoa und die in ihrer Mitte verlaufende Staatsgrenze überquert.
Die breitspurigen Bahnsteiggleise liegen zwischen den regelspurigen, in der Mitte der betreffenden Inselbahnsteige befinden sich Drahtzäune als Relikte des Grenzkontrollregimes vor dem Inkrafttreten des Schengener Abkommens. Auf die Bahnsteiggleise folgen regelspurige Güterzuggleise, die Transfesa-Umspuranlage, Ortsgüteranlagen und die Umladegleise mit Portalkrananlage. Letztere sind nur aus Richtung Frankreich angebunden, deshalb gibt es neben den Streckengleisen von und nach Biarritz ein dreischieniges Ausziehgleis.

## Betrieb
Die Bahnhöfe Hendaye und Irún wurden gemeinschaftlich betrieben. Reisezüge verkehrten in der Regel über die Grenze, endeten dort und fuhren leer zurück. Lediglich Talgo-Reisezüge konnten mittels einer Umspuranlage im Bahnhof Irún die Spurweitendifferenz überwinden und verkehrten weiter bis Bayonne. Es besteht eine Spurwechselanlage, wo bei dafür ausgelegten Güterwagen, in der Regel von Transfesa, die Radsätze gewechselt werden, damit sie ohne Umladen in beiden Netzen verkehren können. Die Umspuranlage für Reisezugwagen in Regelbauart, die sich an die breitspurigen Bahnsteiggleise anschloss, wurde nach Einstellung des durchgehenden Verkehrs 1994 abgebaut.
Französische Regionalzüge und Fernverkehrszüge der SNCF enden hier und fahren nicht mehr weiter bis Irún. Der ehemalige Nachtzug aus Lissabon (Sud-Express) endete am Vormittag in Hendaye. Bis zum 24. April 2018 fuhr er anschließend leer nach Irún zurück und mit Fahrgästen am Abend ab Irún als Nachtzug nach Lissabon. Seit dem 25. April 2018 begann dieser Nachtzug in Fahrtrichtung Lissabon bereits in Hendaye, wodurch wieder ein direkter Anschluss an den TGV aus Paris möglich wurde. 2020 wurde die Nachtzugverbindung jedoch eingestellt. Seither gibt es keinen breit- oder normalspurigem grenzüberschreitenden Personenverkehr mehr.
Vor dem Bahnhofsgebäude endet die El topo genannte, meterspurige und mit 1500 V Gleichspannung elekztrifizierte Bahnstrecke Donostia–Hendaye. Dort verkehren elektrische Triebwagen der baskischen Bahngesellschaft Euskotren. Die Linie E2 verbindet Hendaye halbstündlich mit Irún, Donostia-San Sebastián und Lasarte-Oria. 1981 erhielt sie ein eigenes kleines Stationsgebäude und einen erhöhten Bahnsteig. Sie ermöglicht den Transfer vom Bahnhof Hendaye zum Bahnhof Irún.

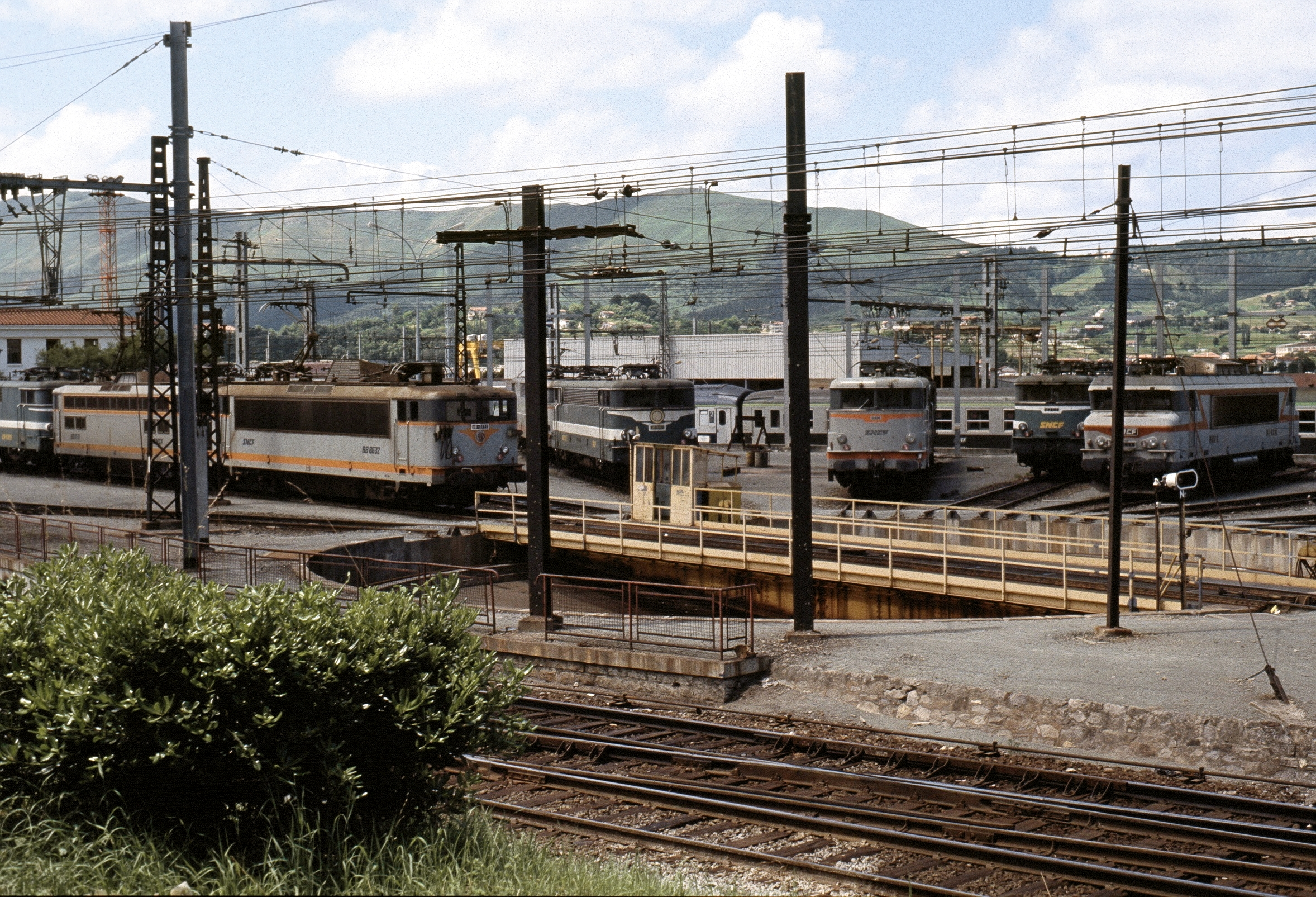
Französische Elektrolokomotiven in Hendaye, 1988
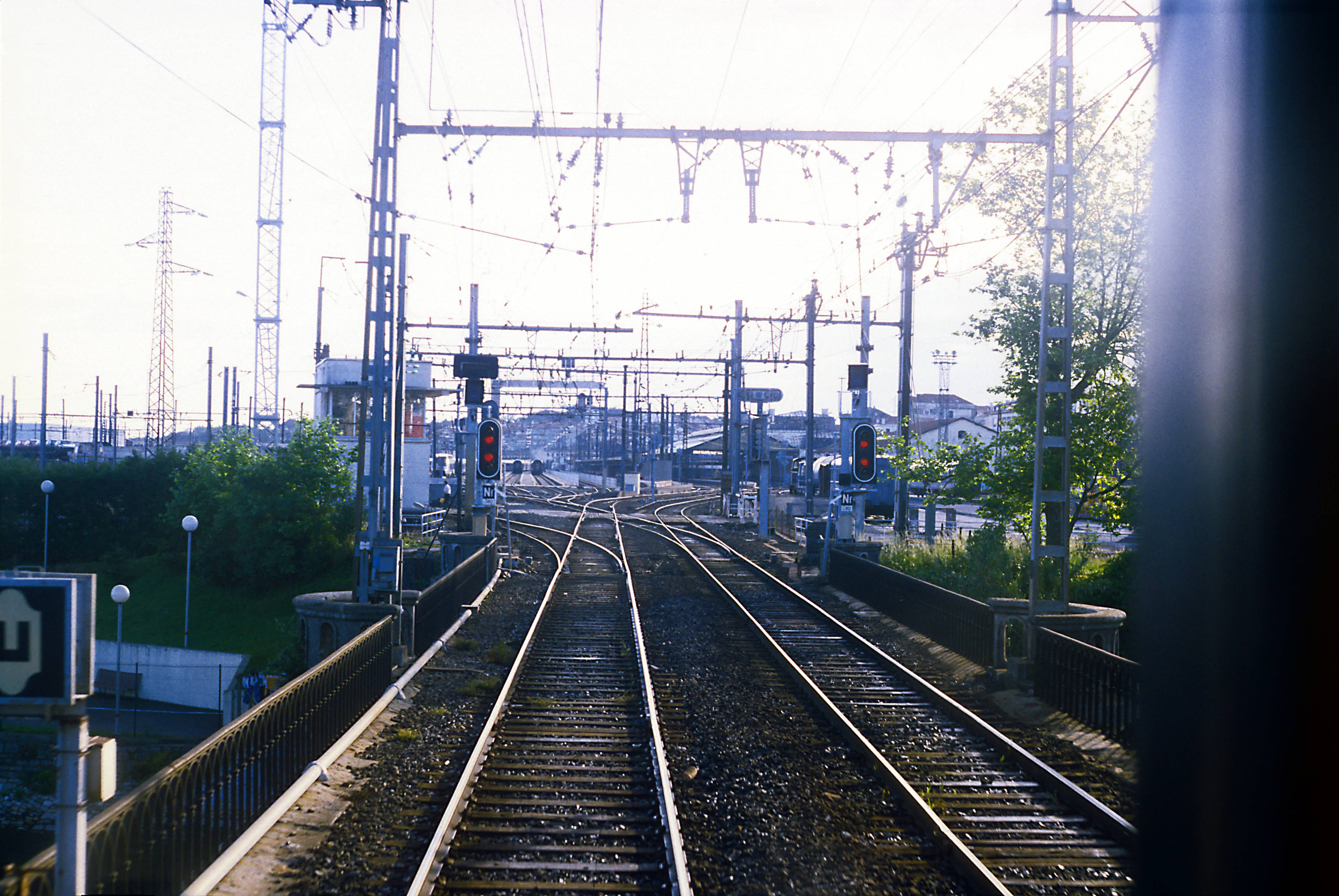
Zwei Spurweiten auf der Brücke über die Bidasoa, im Hintergrund der Bahnhof Hendaye
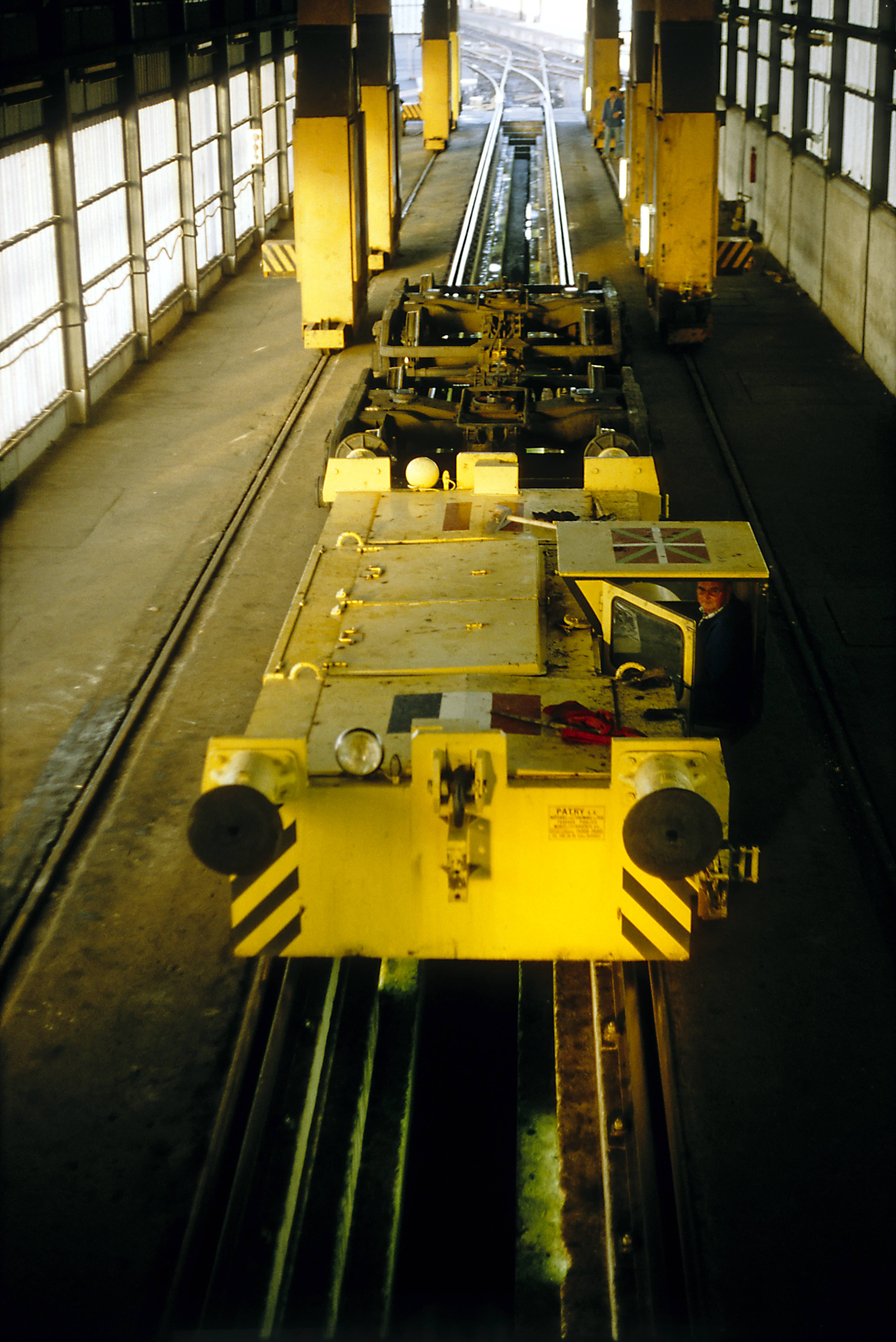
Ehemalige Reisezugwagenumspuranlage
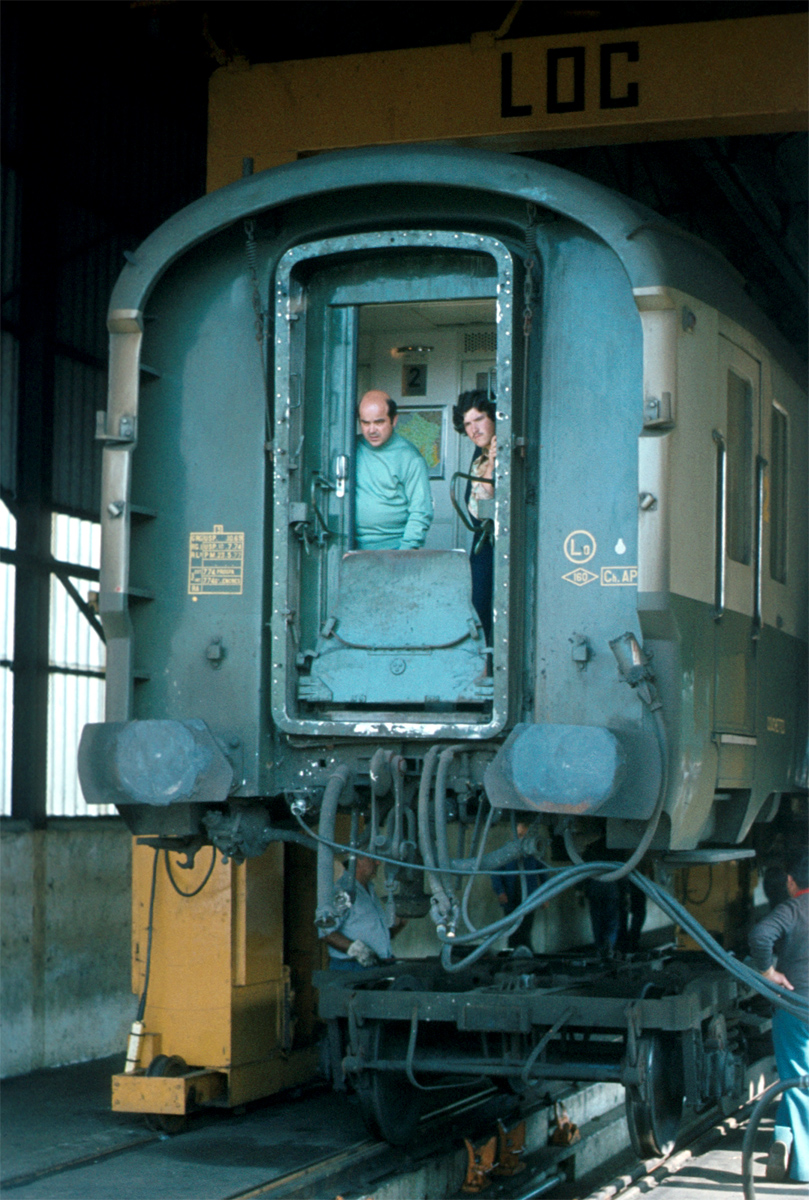
Umspurung von Personenwagen bis 1994
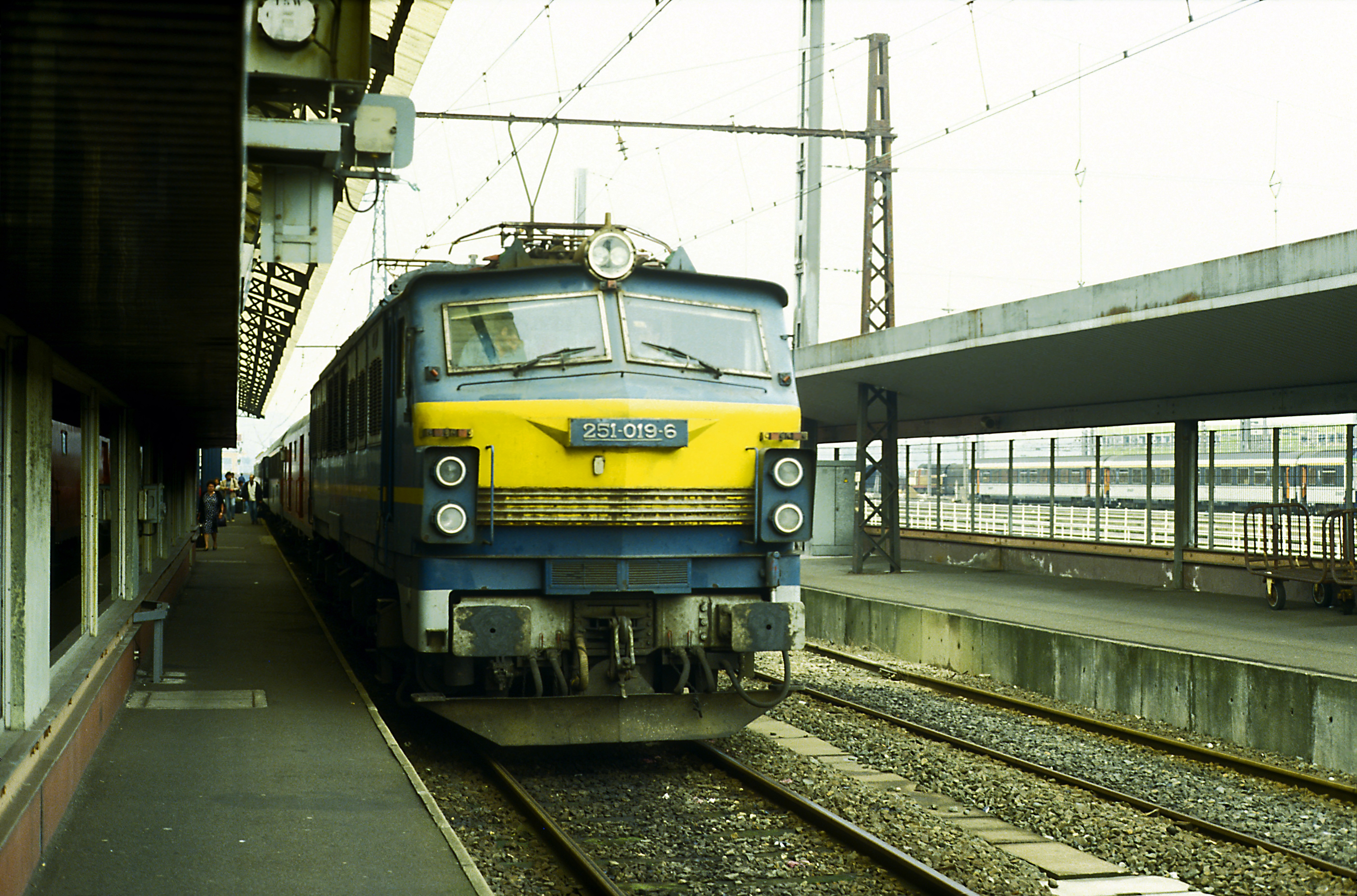
Nachtzug aus Madrid mit Ellok der Renfe-Baureihe 251 auf einem Breitspurgleis
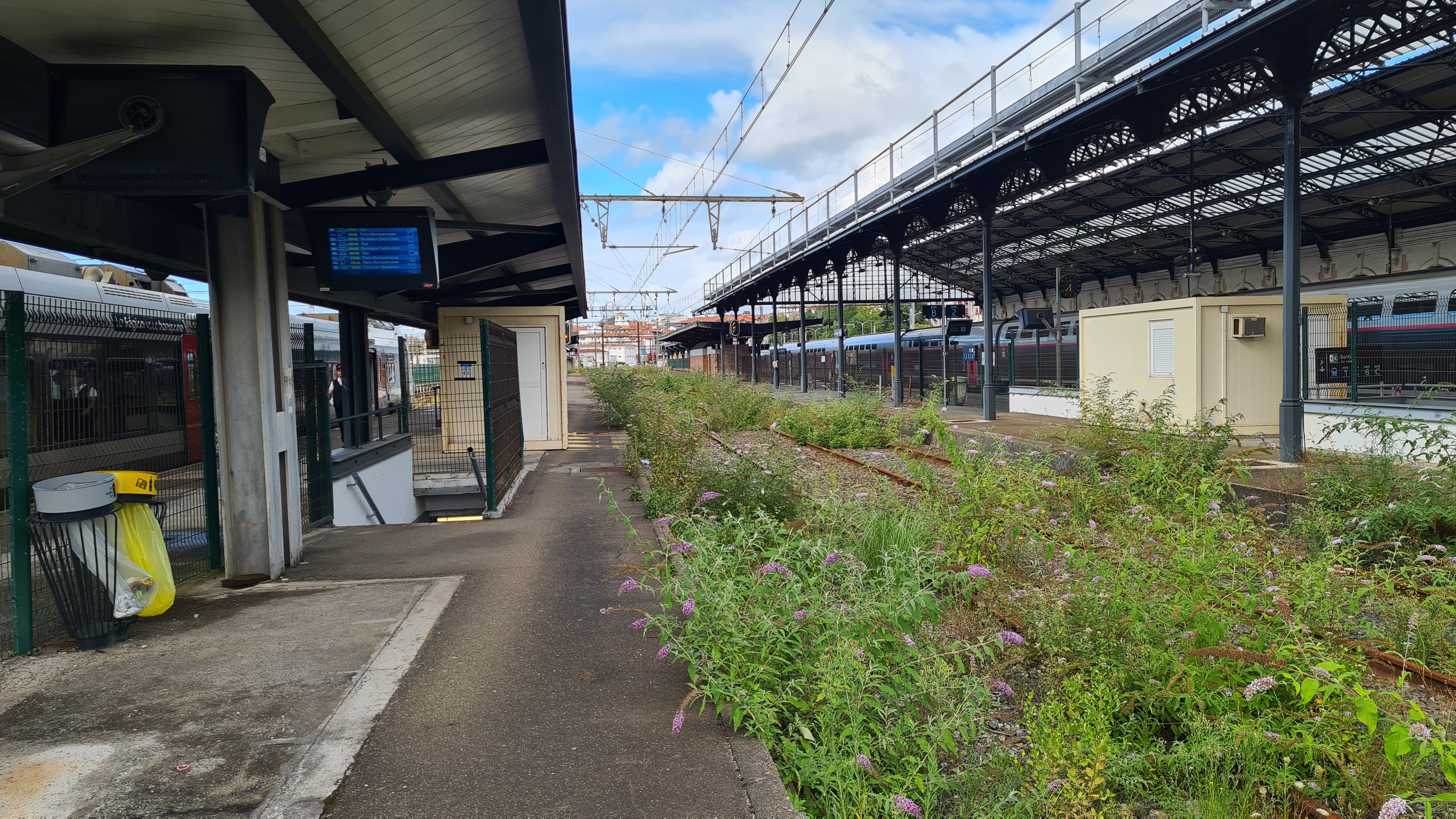
Verwaister Breitspur-Teil im SNCF-Bahnhof Hendaye, Zustand 2024
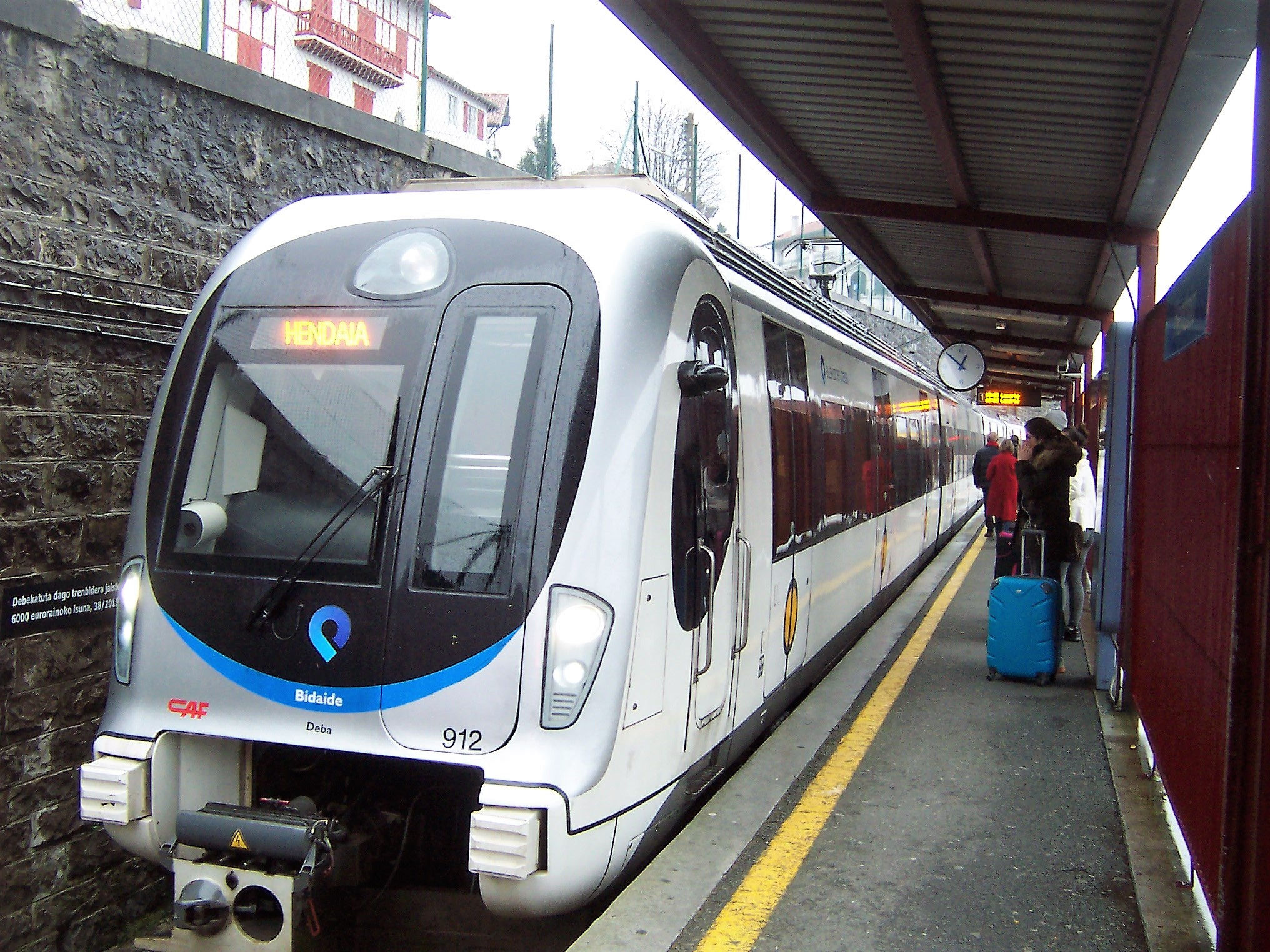
Euskotren-Bahnsteig mit Meterspurtriebzug